# 1526
| 1526               |
| ------------------ |
| Dødsfald - Fødsler |
|                    |

| Gregoriansk kalender | 1526 MDXXVI             |
| Ab urbe condita      | 2279                    |
| Armensk kalender     | 975 ԹՎ ՋՀԵ              |
| Kinesiske kalender   | 4222 – 4223 乙酉 – 丙戌 |
| Etiopisk kalender    | 1518 – 1519             |
| Jødisk kalender      | 5286 – 5287             |
| Hindukalendere       |                         |
| - Vikram Samvat      | 1581 – 1582             |
| - Shaka Samvat       | 1448 – 1449             |
| - Kali Yuga          | 4627 – 4628             |
| Iransk kalender      | 904 – 905               |
| Islamisk kalender    | 932 – 933               |

Konge i Danmark: Frederik 1. 1523-1533
Se også 1526 (tal)

## Begivenheder
- 23. oktober – Kong Frederik 1. befaler borgmester, byråd og menighed i Viborg at beskytte Hans Tausen, der angriber den bestående kirke.

## Født
- 30. april - Beate Clausdatter Bille

## Dødsfald
- 4. august - Juan Sebastián Elcano, spansk opdagelsesrejsende (født 1476).
- den landflygtige dronning Elisabeth af Danmark